# Fujica

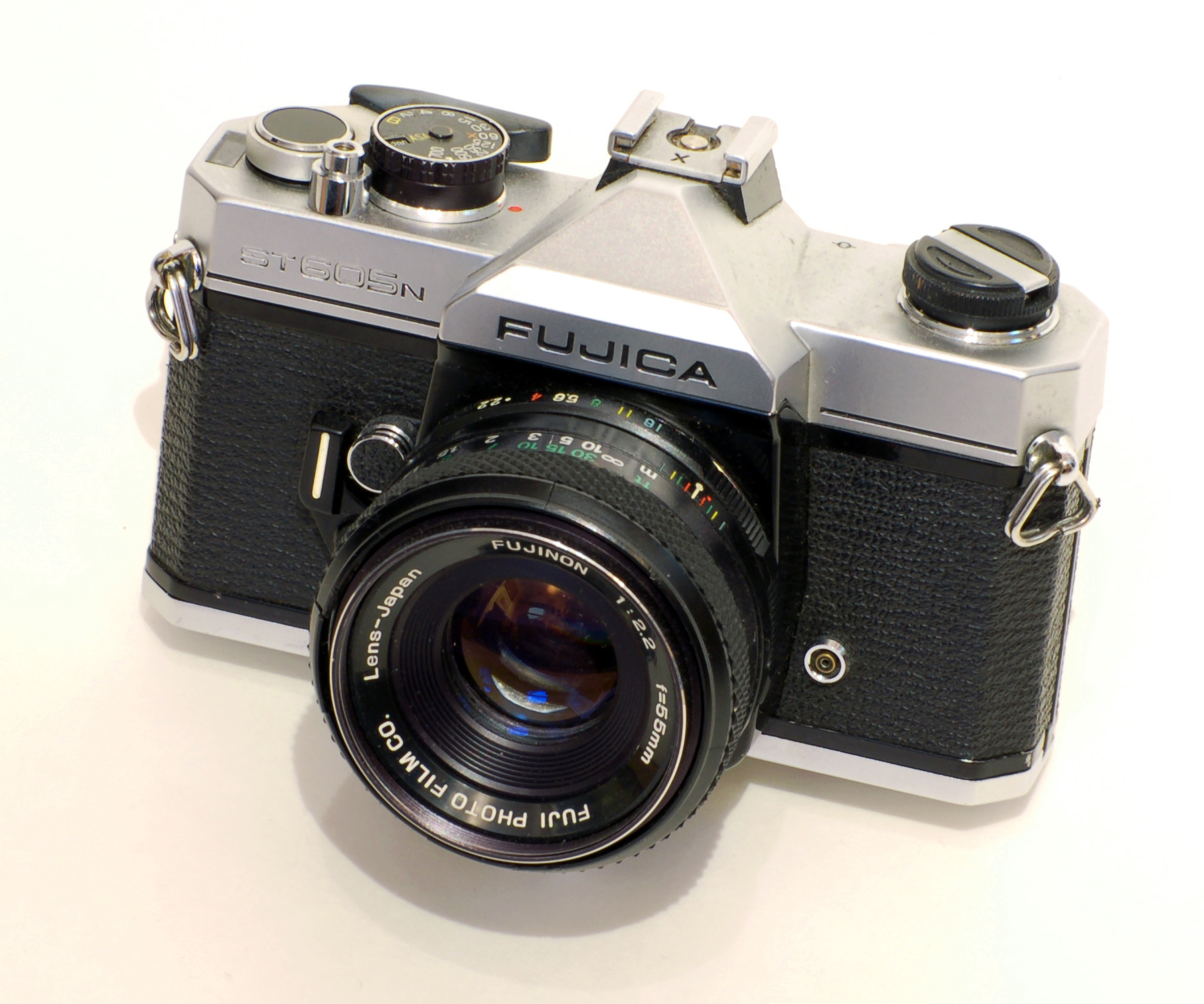
Fujica ST 605N

Fujica és el nom donat per l'empresa japonesa Fujifilm a la seva línia de càmeres fotogràfiques i càmeres de filmar.

## Història
L'empresa va ser fundada el 20 de gener de 1934 com Fuji Shashin Film K.K. (富士写真フィルム㈱, més tard traduït com Fuji Photo Film Co., Ltd.), produint diverses classes de pel·lícula. Va ser una filial de Dai-Nippon Celluloid K.K. (大日本セルロイド㈱), fundada el 1919. El primer CEO de l'empresa fou Asano Shūichi (浅野修一). Les plantes de fabricació estaven situades a la població de Minami-Ashigara (南足柄村, actualment una ciutat) a la prefectura de Kanagawa (神奈川県), al peu de Mont Hakone (箱根山). El nom "Fuji" (富士) va ser escollit per Asano Shūichi derivat del Mont Fuji (富士山), situat no gaire lluny del Mont Hakone, però ja estava registrat per un tercer, a qui li foren comprats els drets per 8.000 iens, una suma important en aquell temps.
L'empresa va començar a fabricar vidre òptic per a ús militar a principis de 1940. L'empresa dependent Fuji Shashin Kōki K.K. (富士写真光機㈱, o "Fuji Photo Optical Co.., Ltd.") va ser fundada el 1944, a partir de l'empresa Enomoto Kōgaku Seiki Seisakusho (榎本光学精機製作所), però va tornar a ser absorbida per Fuji Shashin Film, el 1945, després de la guerra. Altres empreses de Fuji van ser creades després de la guerra, totes elles depenent de l'empresa principal Fuji Shashin Film i finalment del Fujifilm Group (富士フィルムグループ). Fuji va començar a produir càmeres el 1948 amb la Fujica Six. Fins a finals de la dècada de 1970, les càmeres fetes per Fuji van rebre el nom Fujica, una contracció de Fuji i càmera (com Leica, Yashica,etc.).
L'empresa va començar produir càmeres digitals el 1988. Fujifilm va ser el fabricant de pel·lícula analògica que millor es va adaptar a la fotografia digital. Avui ofereix una tecnologia capdavantera en càmeres digitals de gran públic des de les petites amb CCDs d'alta-sensibilitat (vegeu Super CCD); fins a les DSLRs de gamma alta.

## Models de càmeres fotogràfiques
Llista de totes les càmeres fotogràfiques de la marca Fujica i la seva data d'introducció. Les càmeres de filmar Single-8 no són a la llista.

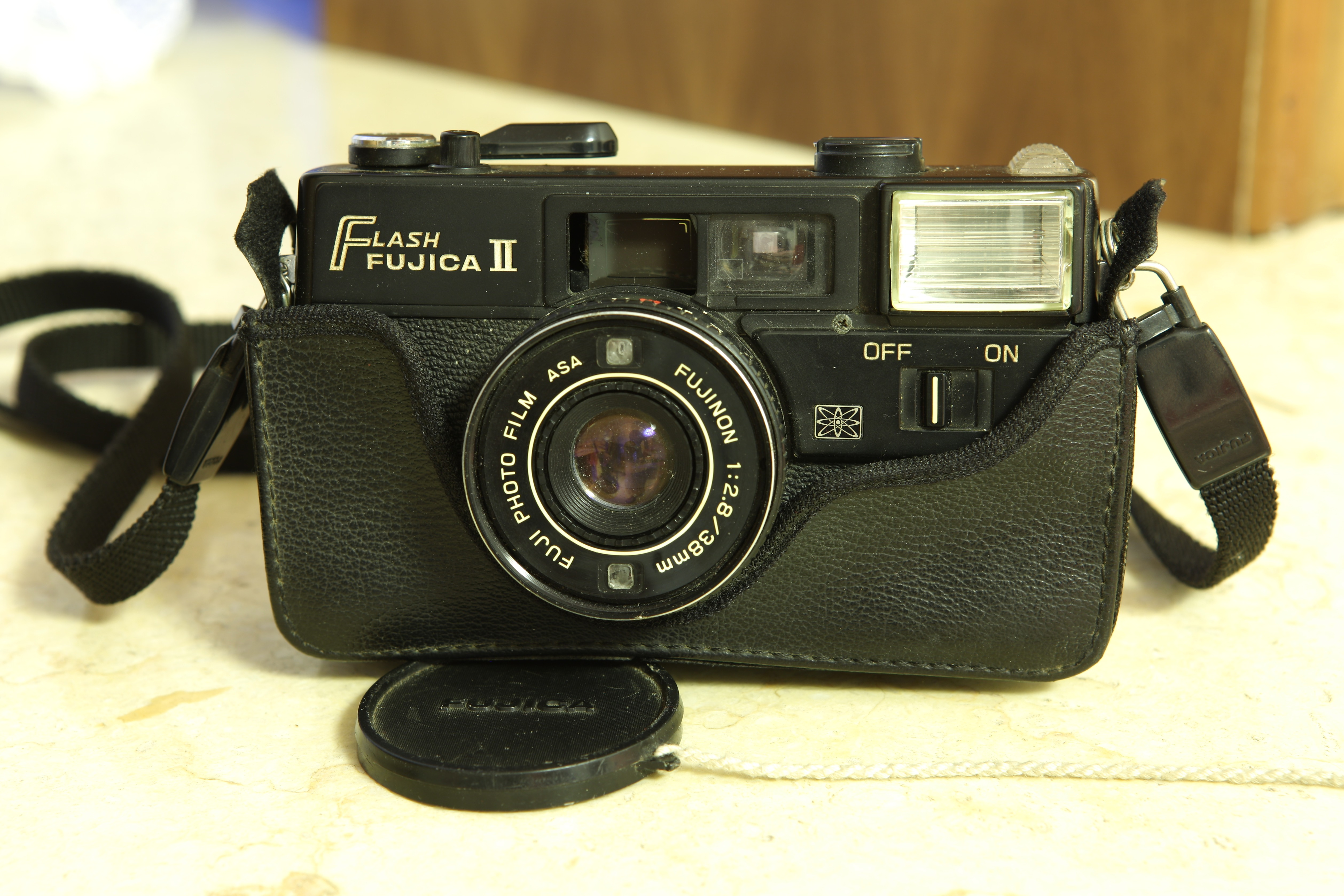
Flash Fujica II amb un objectiu FUJINON 38mm/F2.8 (no bescanviable)

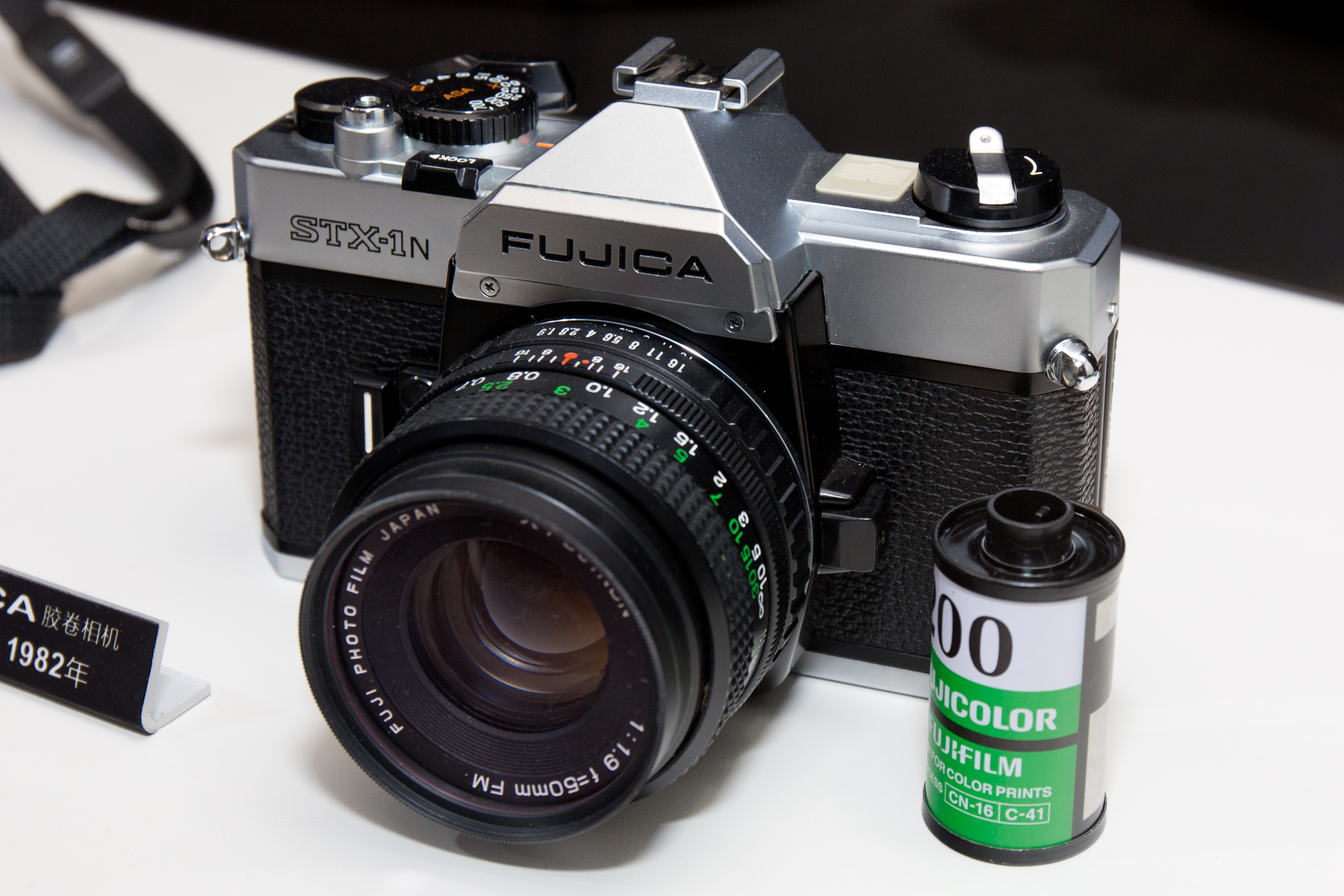
Fujica STX-1

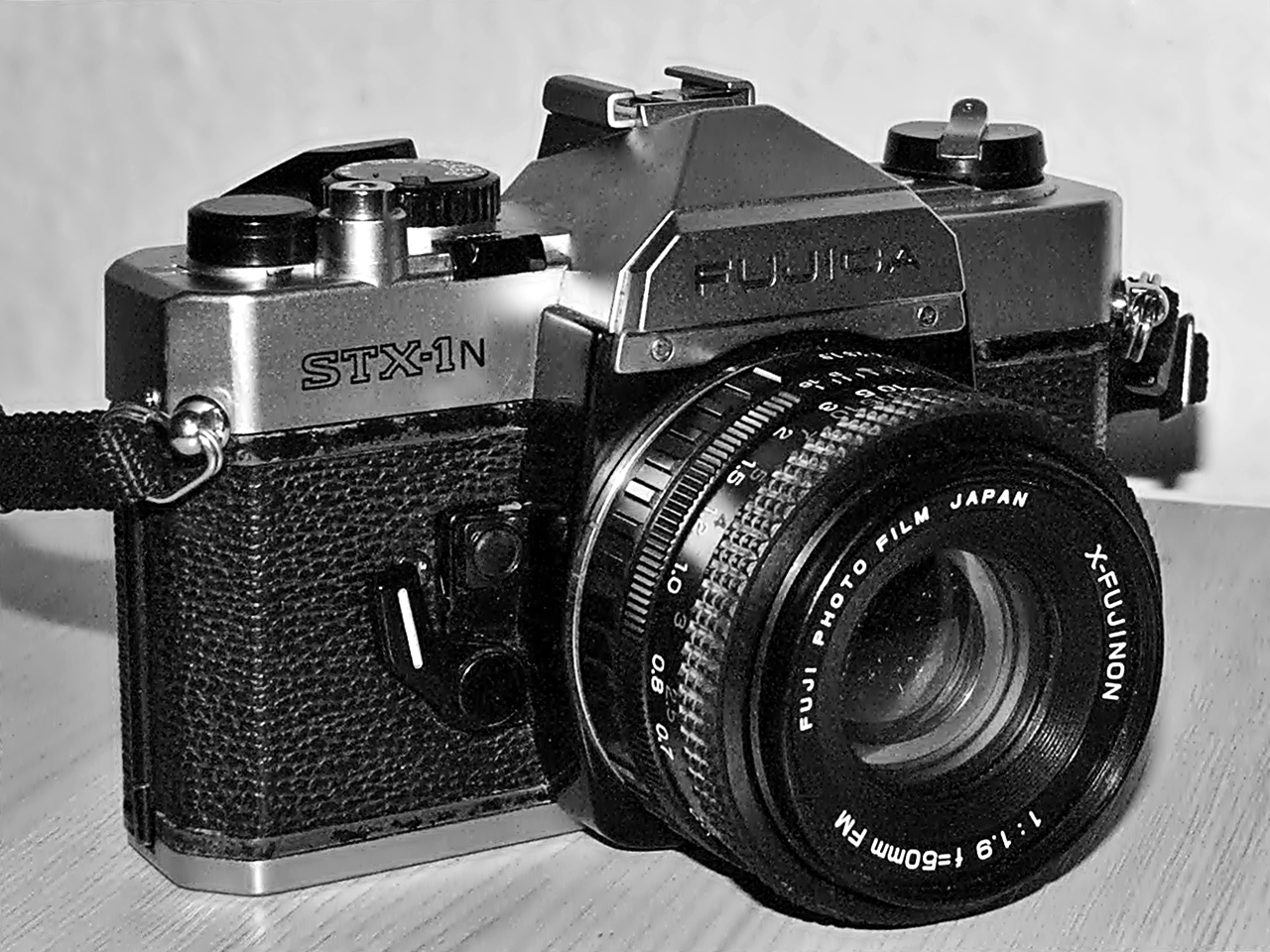
Fujica STX-1N

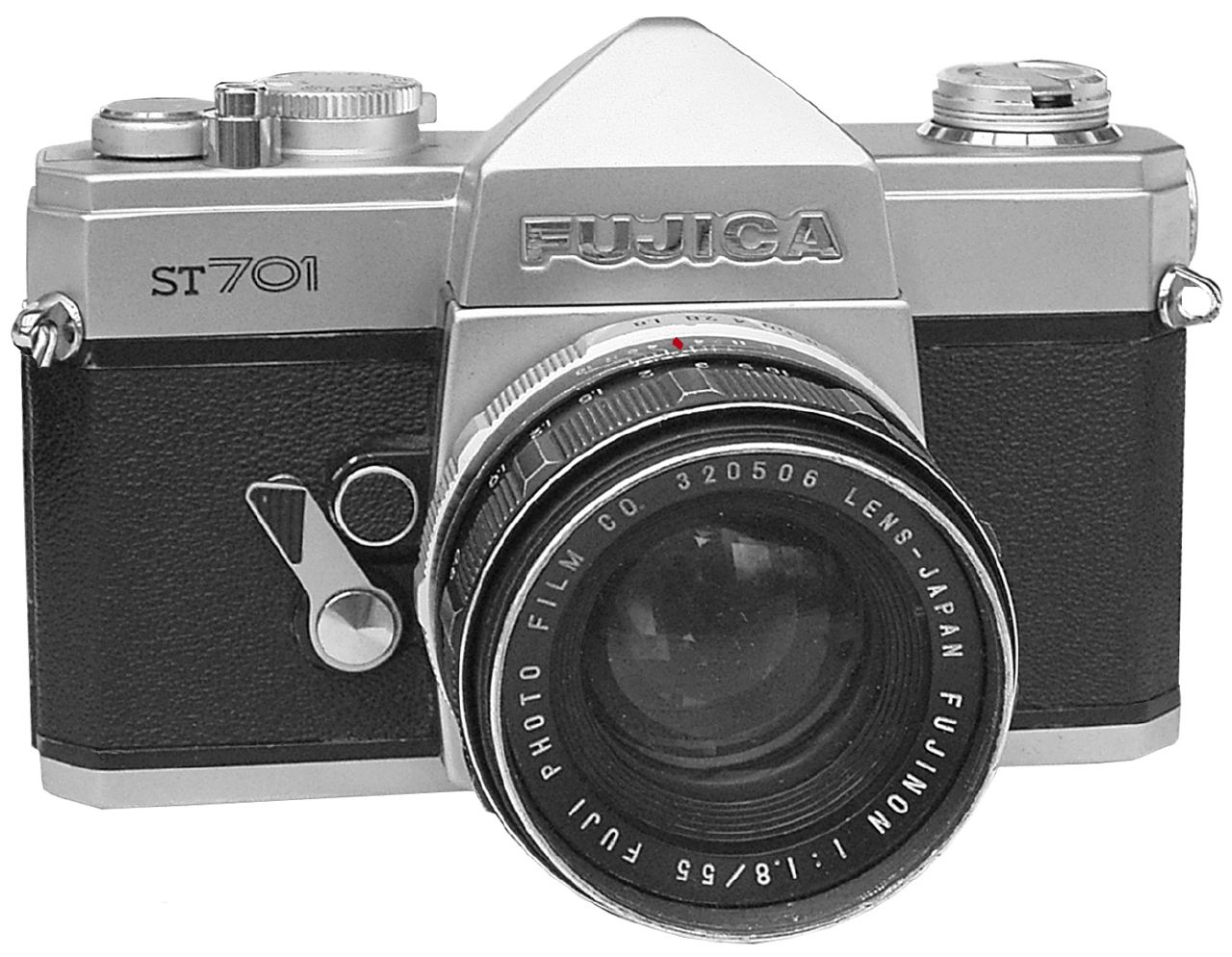
Fujica ST701

- Fujica AX-Multi Programa 1985
- Fujica STX-2 	1985
- Fujica AX-1N 	1984
- Fujica STX-1N 1983

- Fujica AX-1 	1980
- Fujica AX-3 	1980
- Fujica AX-5 	1980
- Fujica STX-1 	1980
- Flaix Fujica II 1978
- Fujica AZ-1 	1978
- Fujica ST 605N 	1978
- Fujica ST 705W 	1978
- Fujica ST 705 	1977
- Fujica ST 601 	1976
- Fujica ST 605 	1976
- Fujica ST-F1975
- Fujica GEr 	1974
- Fujica ST 901 	1974
- Fujica STX-1NFujica ST 801 	1973

- Fujica ST 701 	1971
- Fujica Compact Deluxe 	1967
- Fujica Drive 1964
- Fujica V 2 	1964
- Fujicarex II 	1963
- Fujica 35 Cotxe-M 	1962
- Fujicarex 	1962
- Fujica 35 EE 	1961
- Fujica 35 SE 	1960
- Fujica 35 ML 	1958
- Fujica 35 M 	1957
- Fujicaflex 	1954
- Fujica Sis BS d'II 	1950
- Fujica Sis jo BS 	1948

## Objectius

### Objectius intercanviables per a càmeres de 35mm
- Fuji Photo Film X-FUJINON (F2.2/55mm)
- Fuji lenses Per Leica i Nikon

## Pel·lícula instantània

### Pel·lícula integral
- Instax Wide
- Instax Mini
- Fotorama ACE
- Fotorama FI-800 (interromput)
- Fotorama FI-800G (interromput)
- Fotorama FI-800GT
- Fotorama FI-10 (interromput)
- Fotorama FI-10LT (interromput)

### Packfilm
- Negre i Blanc
  - FP-100B, 100 ASA
  - FP-400B, 400 ASA
  - FP-3000B, 3000 ASA
- Color
  - FP-100C, 100 ASA
  - FP-100C Seda, 100 ASA

### 4x5 packfilm
- FP-100C45, 100ASA
- FP-3000B45, 3000ASA